# Scambus tenebrosus
Scambus tenebrosus là một loài tò vò trong họ Ichneumonidae.